# The Bones of a Dying World
The Bones of a Dying World es el tercer álbum de estudio de la banda estadounidense de post-rock If These Trees Could Talk. Fue lanzado el 3 de junio de 2016 a través de Metal Blade Records.  El baterista Zack Kelly estuvo a cargo de la producción. El álbum fue anunciado a finales de abril de 2016 junto con la pista de estreno "Solstice". Posteriormente, fueron lanzadas en mayo las pistas "Earth Crawler" y "Berlin".

## Lista de canciones
| N.º | Título                   | Duración |  |
| 1.  | «Solstice»               | 7:50     |  |
| 2.  | «Swallowing Teeth»       | 4:27     |  |
| 3.  | «Earth Crawler»          | 6:38     |  |
| 4.  | «After the Smoke Clears» | 6:18     |  |
| 5.  | «The Here and Hereafter» | 2:34     |  |
| 6.  | «Iron Glacier»           | 8:26     |  |
| 7.  | «The Giving Tree»        | 6:03     |  |
| 8.  | «Berlin»                 | 4:44     |  |
| 9.  | «One Sky Above Us»       | 7:34     |  |

## Formación
- Tom Fihe - bajo
- Jeff Kalal - guitarra
- Cody Kelly - guitarra
- Mike Socrates - guitarra
- Zack Kelly - batería